# Tuyên bố chủ quyền nhà nước của Cộng hòa Xã hội chủ nghĩa Xô viết Liên bang Nga
Tuyên bố chủ quyền nhà nước của Cộng hòa Xã hội chủ nghĩa Xô viết Liên bang Nga (tiếng Nga: Декларация о государственном суверенитете РСФСР, đã Latinh hoá: Deklaratsiya o gosudarstvennom suverenitete RSFSR) là một hành động chính trị của Nga Xô viết (CHXHCN Xô viết LB Nga), sau đó là một phần của Liên Xô, mà đánh dấu sự khởi đầu của cải cách hiến pháp ở Nga. Tuyên bố được thông qua bởi Đại hội đại biểu nhân dân đầu tiên của Nga Xô viết vào ngày 12 tháng 6 năm 1990. Nó tuyên bố chủ quyền của Nga Xô viết và ý định thành lập một nhà nước hiến pháp dân chủ trong một Liên Xô tự do hóa. Tuyên bố cũng nêu sau đây:
- Ưu tiên của hiến pháp và pháp luật của Nga Xô viết về luật pháp của Liên Xô (chủ quyền).
- Cơ hội pháp lý bình đẳng cho mọi công dân, các đảng chính trị và các tổ chức công cộng (bình đẳng trước pháp luật).
- Nguyên tắc phân chia quyền lập pháp, hành pháp và tư pháp;
- Sự cần thiết phải mở rộng đáng kể các quyền của các nước cộng hòa tự trị, khu vực, quận, lãnh thổ của Nga (liên bang).
- Tuyên bố được ký bởi Chủ tịch Đoàn chủ tịch Liên Xô tối cao Nga Xô viết, ông Boris Yeltsin.

Ngày tuyên bố, ngày 12 tháng 6, đã được tổ chức là Ngày Nga, ngày lễ quốc gia ở Liên bang Nga, kể từ năm 1992.